# Tårer (novelle)
Tårer er en novelle skrevet og udgivet af Tove Ditlevsen i 1944. Novellen er udgivet i nogle af hendes novellesamlinger, men ses ofte anvendt i forbindelse med analyseopgaver i folkeskolen og gymnasiet.

## Plot
Novellen handler om en dreng, der er forelsket i en pige og gerne vil flytte sammen med hende, hvilket gør hans mor meget ked af det. Han planlægger at bruge de penge, hans far havde sparet op til sønnens uddannelse, på at flytte hjemmefra. Moderen bliver rasende og græder, hvilket fører til at både sønnen og kæresten bor hos moderen, indtil en skønne dag, hvor kæresten tager deres fælles børn væk fra huset.